# George Clymer
George Clymer (16 de março de 1739 - 24 de janeiro de 1813) foi um político norte-americano, um dos primeiros a defender o patriotismo e a total independência da Grã-Bretanha. Como representante da Pensilvânia, Clymer foi, juntamente com cinco outros, um dos signatários tanto da Declaração de Independência como da Constituição dos Estados Unidos. Participou no Congresso Continental e atuou em cargos políticos até ao final de sua vida.